# Télévision à ultra-haute définition
Ne doit pas être confondu avec 4K.

Logo digitaleurope (norme europe)

La télévision à ultra-haute définition ou « TVUHD » selon l'UIT,, en anglais UHDTV, est un format vidéo numérique dont la caractéristique principale est une définition d'image procurant jusqu'à quatre fois voire seize fois plus de pixels que la télévision à haute définition ou HDTV. L'introduction de la TVUHD marque une étape importante dans l'Histoire des techniques de télévision.
À partir des années 2020, le format tend à se répandre, dans la version TVUHD1 et la variante plus évoluée TVUHD2 commence à être commercialisée.
Ce format vidéo concerne certains appareils comme les caméras vidéo, téléviseurs, moniteurs d'ordinateurs, récepteurs de télévision, lecteurs et enregistreurs vidéo, supports numériques comme les Blu-Ray, cartes graphiques d'ordinateurs, vidéoprojecteurs, émetteurs de télévision et autres équipements vidéo professionnels équipant notamment les chaînes de télévision.

## Définition
Le format UHD est composé de deux standards :

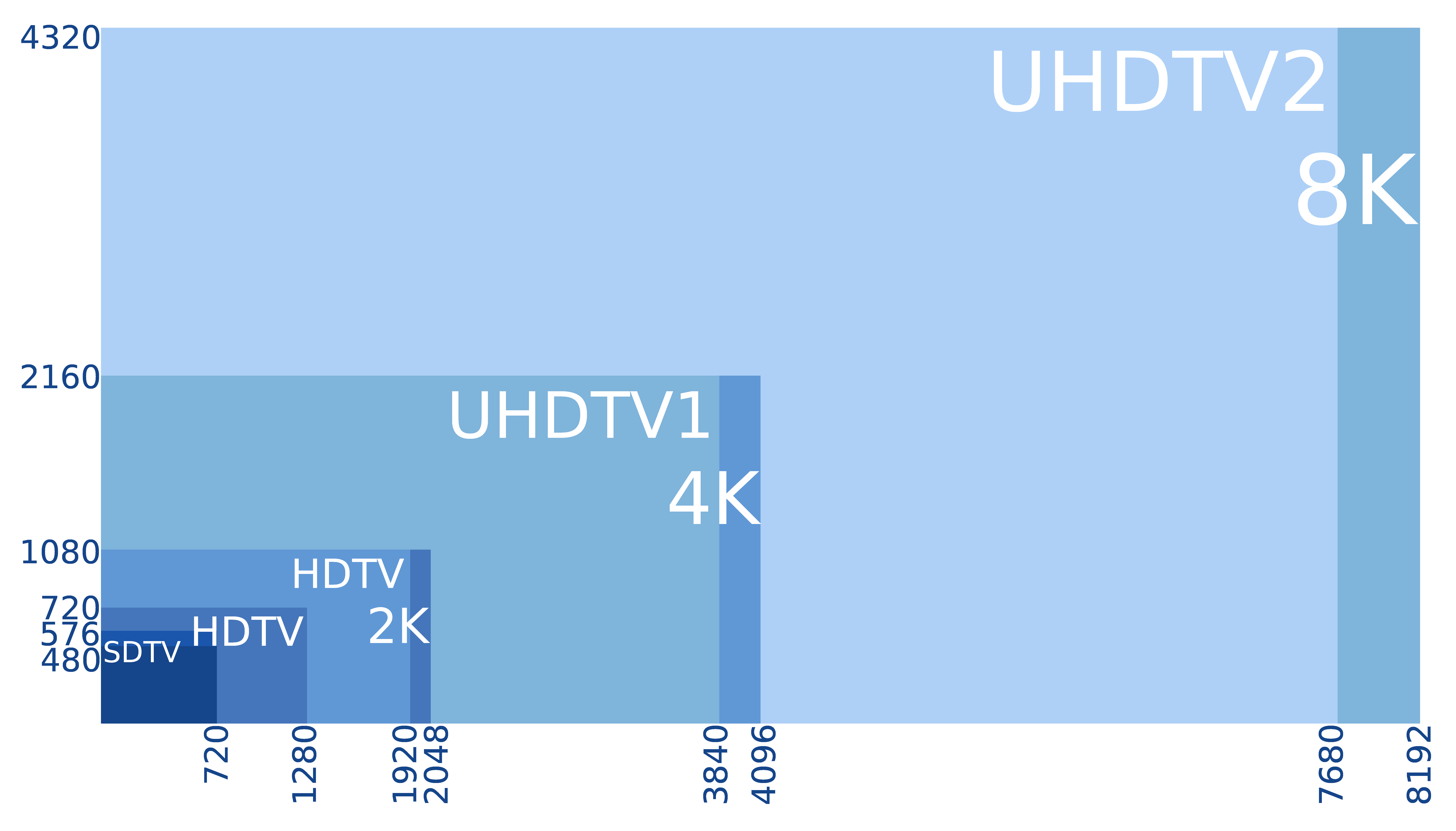
Schéma explicatif.

- UHD-1[3] avec une définition de 3 840 × 2 160 pixels, en format 16:9 donc. Il est proche du format 4K proprement dit (4 096 × 2 160 pixels, en format 17:9) qui est utilisé au cinéma, appelé DCI.

- UHD-2[3] avec une définition de 7 680 × 4 320 pixels, aussi en format 16:9. Il est proche du format 8K proprement dit (8 192 × 4 320 pixels, en format 17:9) également utilisé au cinéma, appelé DCI.

Ces versions proposent donc respectivement environ 8 millions et 33 millions de pixels. Par comparaison, le format Full HD 1080p en affiche un maximum de 2,07 millions (1 920 × 1 080), soit respectivement 4 fois ou 16 fois moins de pixels.

## Capture vidéo en Ultra HD (TVUHD2)
Au Japon, la chaîne NHK multiplie les démonstrations techniques à l'aube des Jeux olympiques d'été de 2020. En France, les Jeux olympiques d'été de 2024 sont censés permettre sa promotion voire son lancement partiel.
Au Japon, les caméras utilisées par NHK pour capter les images ont fait appel à quatre capteurs de demi-définition (deux verts, un rouge, un bleu selon le principe de matrice de Bayer); les informations étant recombinées par dématriçage pour former une image RVB conventionnelle. Depuis, la NHK a réussi à produire un capteur CMOS de 33 Mpx, permettant de capter chaque image en une seule étape. Côté audio, le son multipiste peut gérer jusqu'à 22 canaux.
À cette époque, NHK et Fujitsu ont recours à seize puces d’encodage dédiées pour formater les 24 Gbit/s de données brutes, soit plus de dix fois supérieur au débit des vidéos en HDTV. Compressé en H.264, le débit d'un film en Ultra HD monte à 220 Mbit/s, avec une piste audio compressée en AAC-LC à 1,9 Mbit/s. Les premiers tests pour diffuser de la vidéo en ce format ont démarré en 2011 avec NTT via deux flux IP séparés. Le lancement, initialement prévu en 2016, devrait intervenir en 2020.
La compression vidéo utilise le codec H.265/HEVC, finalisé en janvier 2013.

## Contexte historique et intégration
Ce format peut être intégré sur des écrans mesurant jusqu'à 11,4 mètres de diagonale, soit 450 pouces), destiné notamment aux salles de cinéma ou aux parcs d'attraction. Sharp annonce en mai 2011 avoir développé avec NHK le premier écran LCD adapté à ce format, d'une taille de 85 pouces (environ 1,9 m × 1 m).
Le 1er mai 2012, Panasonic présente, toujours avec NHK, le premier écran à plasma UHDTV1.
Ce nouveau format numérique a également été testé par les chaînes britannique BBC et italienne RAI.

## Industrie cinématographique
L'industrie cinématographique utilise des scanners 8K pour la numérisation des négatifs 65 mm.